# Cier-de-Luchon
Cier-de-Luchon è un comune francese di 246 abitanti situato nel dipartimento dell'Alta Garonna nella regione dell'Occitania.

## Società

### Evoluzione demografica
Abitanti censiti